# Wendel Santana Pereira Santos
Wendel Santana Pereira Santos, mais conhecido como Wendel, (Itapetinga, 8 de outubro de 1981), é um ex-futebolista brasileiro que atuava como volante e lateral-direito. 

## Carreira
Wendel se destacou no Palmeiras B antes de subir à equipe principal, onde foi campeão da Série B de 2003 e do Campeonato Paulista de 2008. O jogador subiu definitivamente para o time de cima em 2006, com o técnico Marcelo Vilar, jogando como volante. No entanto, se destacou nos anos seguintes na lateral-direita. 
No segundo semestre de 2008 foi emprestado ao Santos e entre 2010 e 2012 acumulou mais empréstimos, passando por Goiás, Atlético Paranaense, Grêmio Barueri e Ponte Preta. Retornou ao Palmeiras em 2013, a pedido de Gilson Kleina, que o havia treinado na Ponte e ficou até o fim de 2014, onde atingiu marca de 203 jogos com a camisa do clube.
De maio de 2015 até o fim deste ano, o jogador atuou pelo Boa Esporte, onde alcançou um feito histórico, aos 34 anos, marcando seu primeiro gol na carreira na surpreendente vitória do Boa sobre o Bahia. No início de 2016, porém, transferiu-se do clube de Varginha para o Mogi Mirim. 
Em 2017 fecha acordo para jogar no Desportivo Brasil de Porto Feliz. No final do ano, acerta a sua saída do clube para jogar a Série A2 do Campeonato Paulista pela Juventus na temporada 2018.

## Aposentadoria
Em 2018, após o término do campeonato estadual, anunciou sua aposentadoria dos gramados.

## Títulos
Iraty
- Campeonato Paranaense: 2002

Palmeiras
- Campeonato Brasileiro Serie B: 2003 e 2013
- Campeonato Paulista: 2008

## Outras Conquistas
Palmeiras
- Troféu Fair Play “Campeão Paulista da Disciplina” FPF: 2008